# Club Medina de Barcelona
El Club Medina de Barcelona va ser un club poliesportiu català de la Secció Femenina a Barcelona, fundat el 1961. Prèviament, l'equip havia competit amb la denominació de Sección Femenina de Barcelona i el juny de 1961, durant la celebració del campionat d'Espanya d'handbol on acabaria sent campió, va competir amb la seva nova denominació. La temporada següent, disputa el campionat de Catalunya de bàsquet ja amb el nom de Club Medina.
Va destacar principalment la secció de voleibol femenina que va guanyar tres lligues espanyoles i sis copes. Per altra banda, la secció d'handbol femení va guanyar dues lligues espanyoles. A més, la secció de gimnàstica fou campiona de Catalunya en diferents ocasions, així com, durant la dècada dels 60, la secció d'hoquei sala femenina fou la dominadora absoluta de l'especialitat a Catalunya. L'entitat va desaparèixer amb la dissolució de la Secció Femenina durant la Transició Espanyola.

## Palmarès
- 3 Lligues espanyoles de voleibol femenines
  - 1969-70, 1973-74, 1974-1975
- 6 Copes espanyoles de voleibol femenines
  - 1967, 1968, 1969, 1970, 1971, 1973
- 6 Campionats de Catalunya de voleibol femení
  - 1966-67, 1967-68, 1968-69, 1969-70, 1970-71, 1971-72

- 2 Lligues espanyoles d'handbol femenines
  - 1960-61, 1962-63
- 4 Campionats de Catalunya d'handbol femení:
  - 1958-59, 1959-60, 1960-61, 1961-62

- 5 Campionats de Catalunya d'hoquei sala femení
  - 1969-70, 1970-71, 1971-72, 1972-73, 1974-75
- 1 Campionat d'Espanya d'hoquei sala femení
  - 1969-70